# Piran (Kurdi)
Piran, kurdsko pleme federacije Bulbas koju čine s plemenima Mangur (Mangoor), Mamaš (Mameš), Škak i Harki Zarza u sjevernom Iranu (Zapadni Azarbajdžan) i iračkom dijelu Kurdistana. Svoja sela imali su na području koje je pripadalo gradu Hani, i koji je po njima promijenio ime u Piranšaher. Nomadska plemena Bulbas danas se na području Irana nazivaju Kvestani, a u susjednom Iraku Garmiani.